# 牧村英雄
牧村 英雄（まきむら ひでお、1967年9月23日 - 2011年6月29日）は、日本の元プロレスラー。新潟県糸魚川市出身。身長184cm、体重98kg。

## 経歴

### プロレスラー
幼少時よりプロレスラーにあこがれ、1987年に全日本女子プロレス子会社に入社。リング設営に関することが一通りできるようになった1990年をもって退社。プロレスラーの夢を叶えるために、全日本プロレスへ入門した。
しかし練習中に受け身を失敗して急性硬膜下血腫となり、練習生復帰後もジャイアント馬場から許しがないためにデビュー出来ず、それでもレスラーの夢を叶えるため1995年に新日本プロレスへ入門。過去に急性硬膜下血腫を患ったことを伝えた上の入門だったが、同年すぐに権瓶広光練習生の事故死があったことからデビューが出来ないことを伝えられ退団する。
1996年には上記のことを隠してFMWに入団し、1996年8月1日、浜松町旧汐留駅跡地での岡本衛戦でデビュー。

### 引退後
1997年に引退後、レンタルビデオ店に就職。偶然プロレスリング・ノアの背広組である仲田龍と出会ったことから、2003年よりプロレスリング・ノアの巡業バス運転手を務めた。志半ばでの引退だったため、引退後はプロレスから離れたい気持ちだったのが、ある程度距離を置いてからの誘いだったため、給与はレンタルビデオ店時代の半分となったがやりがいを感じていたという。運転の傍ら会場の音響も担当し、試合後にかかる曲を必ずしも勝者のテーマにしない（永源遥引退シリーズでの永源が関わる試合では永源の曲をかける）など流れを重視した音響演出を施し、2010年からは全会場における総合的な演出担当となる。
2011年6月29日、急死。2012年1月に宝島社から発売された別冊宝島「プロレス黒い霧～ノア崩壊の序曲～」ではリング上で退職送別会が行われた際の事故と報道された。